# Цінтянь
28°08′20″ пн. ш. 120°17′12″ сх. д. / 28.13902° пн. ш. 120.28674° сх. д.
Цінтянь (кит. 青田县, пін. Qīngtián Xiàn) — один із повітів КНР у складі префектури Лішуй, провінція Чжецзян. Адміністративний центр — містечко Хечен.

## Географія
Цінтянь у середньому розташовується на висоті близько 37 метрів над рівнем моря, лежить на річці Оу на північ від гір Яньданшань.

### Клімат
Повіт знаходиться у зоні, котра характеризується вологим субтропічним кліматом. Найтепліший місяць — липень із середньою температурою 29 °C. Найхолодніший місяць — січень, із середньою температурою 8,3 °С.
| Клімат повіту Цінтянь                              | Клімат повіту Цінтянь | Клімат повіту Цінтянь | Клімат повіту Цінтянь | Клімат повіту Цінтянь | Клімат повіту Цінтянь | Клімат повіту Цінтянь | Клімат повіту Цінтянь | Клімат повіту Цінтянь | Клімат повіту Цінтянь | Клімат повіту Цінтянь | Клімат повіту Цінтянь | Клімат повіту Цінтянь | Клімат повіту Цінтянь |
| Показник                                           | Січ.                  | Лют.                  | Бер.                  | Квіт.                 | Трав.                 | Черв.                 | Лип.                  | Серп.                 | Вер.                  | Жовт.                 | Лист.                 | Груд.                 | Рік                   |
| Середній максимум, °C                              | 12,8                  | 14,9                  | 18,2                  | 23,6                  | 27,7                  | 30,5                  | 34,4                  | 33,9                  | 30,3                  | 26                    | 20,7                  | 15,3                  | 24                    |
| Середня температура, °C                            | 8,3                   | 9,9                   | 13                    | 18,1                  | 22,5                  | 25,7                  | 29                    | 28,6                  | 25,6                  | 20,9                  | 15,8                  | 10,3                  | 19                    |
| Середній мінімум, °C                               | 5,3                   | 6,6                   | 9,6                   | 14,8                  | 19                    | 22,6                  | 25,4                  | 25,2                  | 22,3                  | 17,3                  | 12,5                  | 6,9                   | 15,6                  |
| Норма опадів, мм                                   | 56.9                  | 76.2                  | 142.5                 | 142.4                 | 167.7                 | 283.7                 | 207.2                 | 266.4                 | 185.8                 | 81.6                  | 65.8                  | 53.6                  | 1729.8                |
| Вологість повітря, %                               | 71                    | 73                    | 74                    | 74                    | 76                    | 80                    | 76                    | 76                    | 75                    | 71                    | 74                    | 70                    | 74                    |
| -------------------------------------------------- | --------------------- | --------------------- | --------------------- | --------------------- | --------------------- | --------------------- | --------------------- | --------------------- | --------------------- | --------------------- | --------------------- | --------------------- | --------------------- |
| Джерело: Дані метеостанції №58657 (КНР, 1991-2020) |                       |                       |                       |                       |                       |                       |                       |                       |                       |                       |                       |                       |                       |